# Chiesa di San Michele Arcangelo (Druento)
La chiesa di San Michele Arcangelo è la parrocchiale di Druento, in città metropolitana e arcidiocesi di Torino; fa parte del distretto pastorale Torino Ovest.

## Storia
La primitiva chiesa di Druento, costruita nel 1263 presso il castello, era dedicata al Corpus Domini.

Una trentina d'anni dopo, siccome questa cappella era troppo piccola per i fedeli, venne edificata fuori dal paese una nuova chiesa, intitolata alla beata Vergine de Collostello; a sua volta questa fu sostituita nel 1674 da una nuova chiesa di maggiori dimensioni a tre navate e dedicata a santa Maria della Stella, nome derivato da una grande stella dorata collocata sopra l'altare maggiore.
Nel frattempo, nel 1557 era stata edificata in paese la cappella di San Sebastiano, che era più comoda per la popolazione e che svolgeva di fatto la funzione di parrocchiale.

All'inizio del XVIII secolo cominciò a farsi sentire maggiormente il bisogno di una chiesa più grande e, così, nel 1703 iniziò la costruzione di un nuovo edificio, finanziata dal conte Giacinto Ottavio Provana; i lavori furono interrotti durante l'assedio di Torino nel corso della guerra contro la Francia e poterono essere ultimati nel 1709. La consacrazione venne poi impartita il 7 febbraio 1773 dall'arcivescovo di Torino Francesco Luserna Rorengo di Rorà.
Successivamente, la facciata venne ricostruita in posizione più avanzata e con dimensioni maggiori per poter accogliere l'organo.
Tra il 1993 e il 1996 alcune vetrate della chiesa, ormai usurate, furono sostituite.

## Descrizione

### Facciata
La facciata, in mattoni a faccia vista e coronata dal timpano, è anticipata da un corpo, coperto da un attico, sul quale s'aprono il portale maggiore e due finestre ed è visibile un mosaico del 1993 raffigurante San Michele Arcangelo che sconfigge Lucifero.

### Interno
L'interno della chiesa è composto da un'unica navata voltata a botte; opere di pregio qui conservate sono il marmoreo altare maggiore, intitolato all'Arcangelo Michele, gli altari secondari dedicati alla Purificazione della Beata Vergine Maria e alla beata Vergine Addolorata, la vetrata ritraente Santa Maria della Stella Assunta in Cielo affiancata dai Santi Giuliano e Sebastiano e la statua avente come soggetto Santa Maria Addolorata.